# Šenovský vrch
Šenovský vrch je zalesněný kopec v severovýchodní části Českého středohoří, zhruba jeden kilometr severně od města Kamenický Šenov. Je vysoký 633 metrů nad mořem a je na území v péči CHKO Lužické hory. Z vrcholu je omezený výhled na Kamenický Šenov a Prácheň, v zimě jsou dobré průhledy skrze stromy.

## Popis
Výrazný zalesněný kužel Šenovského vrchu je řazen do severovýchodní části Českého středohoří (pravý břeh Labe), tedy do Verneřického středohoří. Nachází se v katastrálním území Horní Prysk. Je tvořen žílou olivinického bazaltu vypreparovanou z Coniackých křemenných pískovců. Na úpatí se vyskytují drobné mrazové sruby a skály se sloupcovou odlučností horniny.

## Historie
V roce 1887 byla na vrchol kopce upravena cesta, kterou se dalo pohodlně vystoupit na vrcholový hřbítek s kruhovým rozhledem po okolí. Nahoře byl vybudován přístřešek. Zhruba o 40 let později byl na jihozápadním svahu zřízen zdejším spolkem Přátel přírody postaven nevelký hostinec. V období druhé světové války byl zrušen, jsou z něj zachovány jen základy. Po válce všechny stavby zanikly a kopec i s vrcholem zarostl bukovým lesem, v nižších polohách roste i smrk.

## Přístup
Po silnici spojující severněji položenou obec Prysk a silniční křižovatky u národní přírodní památky Panské skály patřící ke Kamenickému Šenovu vede zeleně značená turistická trasa. Z ní odbočuje v Šenovském sedle pěšina skrze kamenné pole k Šenovskému vrchu, jehož vrchol obtáčí.

## Galerie

Šenovský vrch
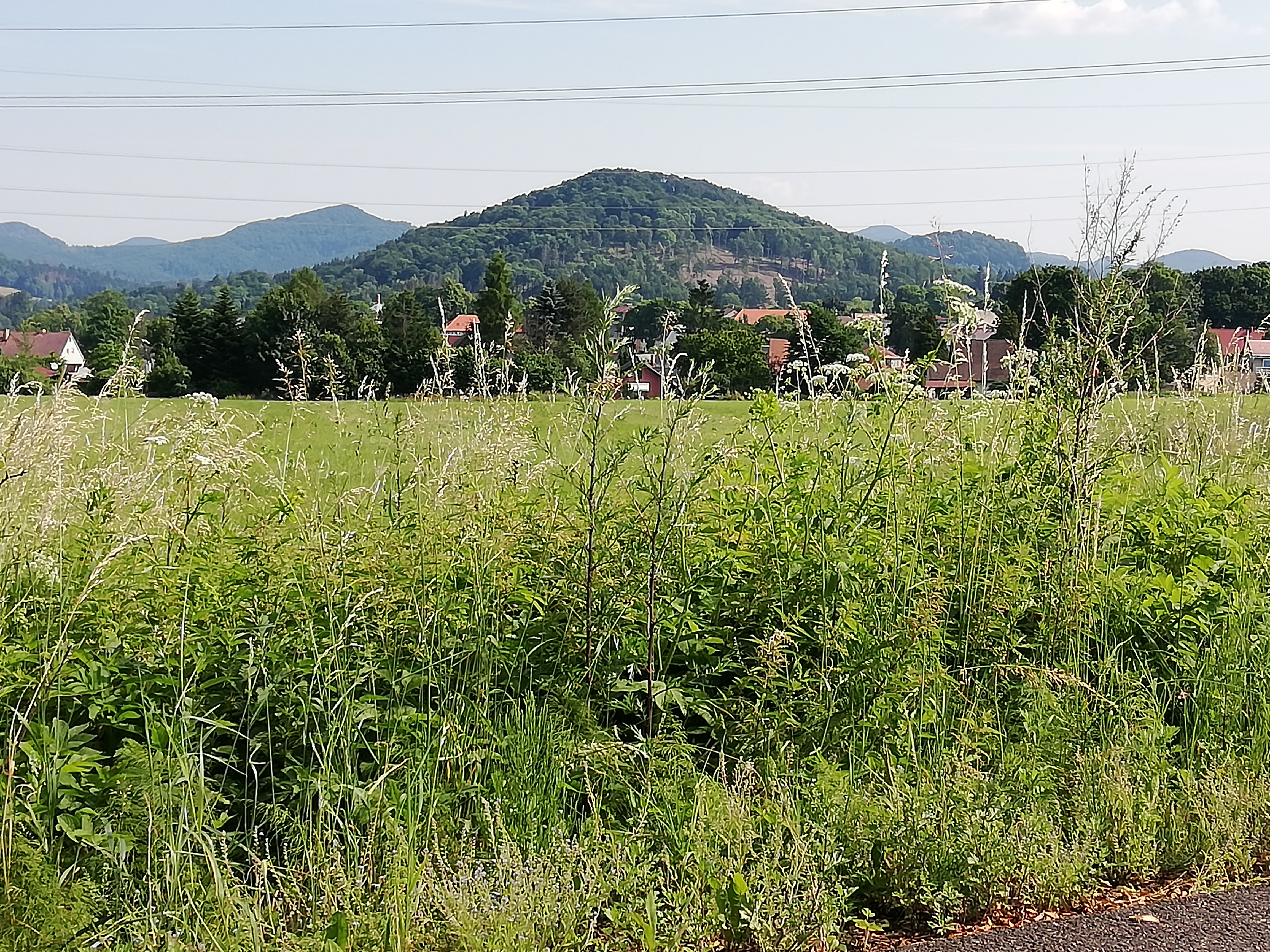
Z cyklostezky Varhany nad Kamenickým Šenovem
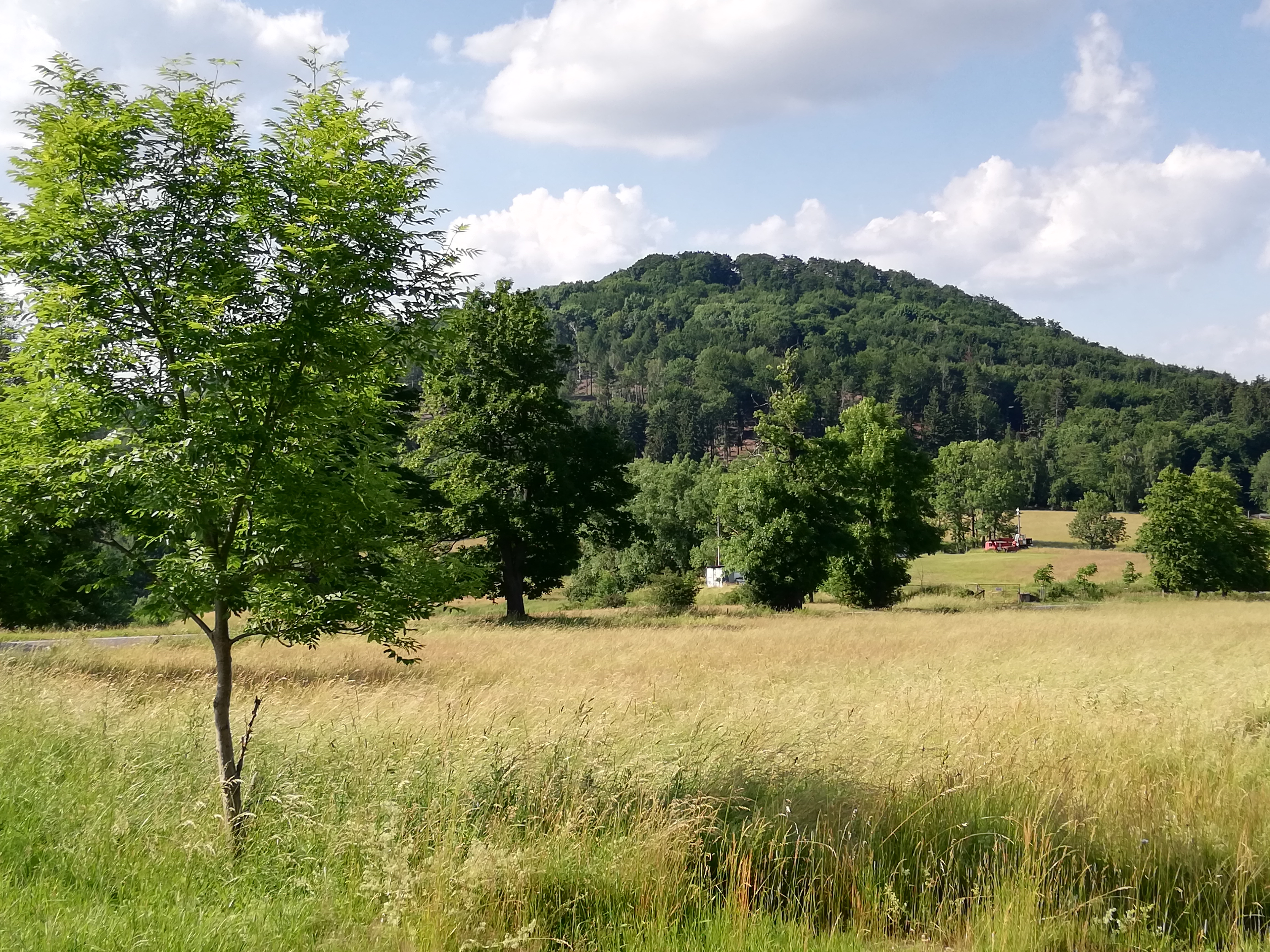
Od silnice mezi Práchní a Horním Pryskam
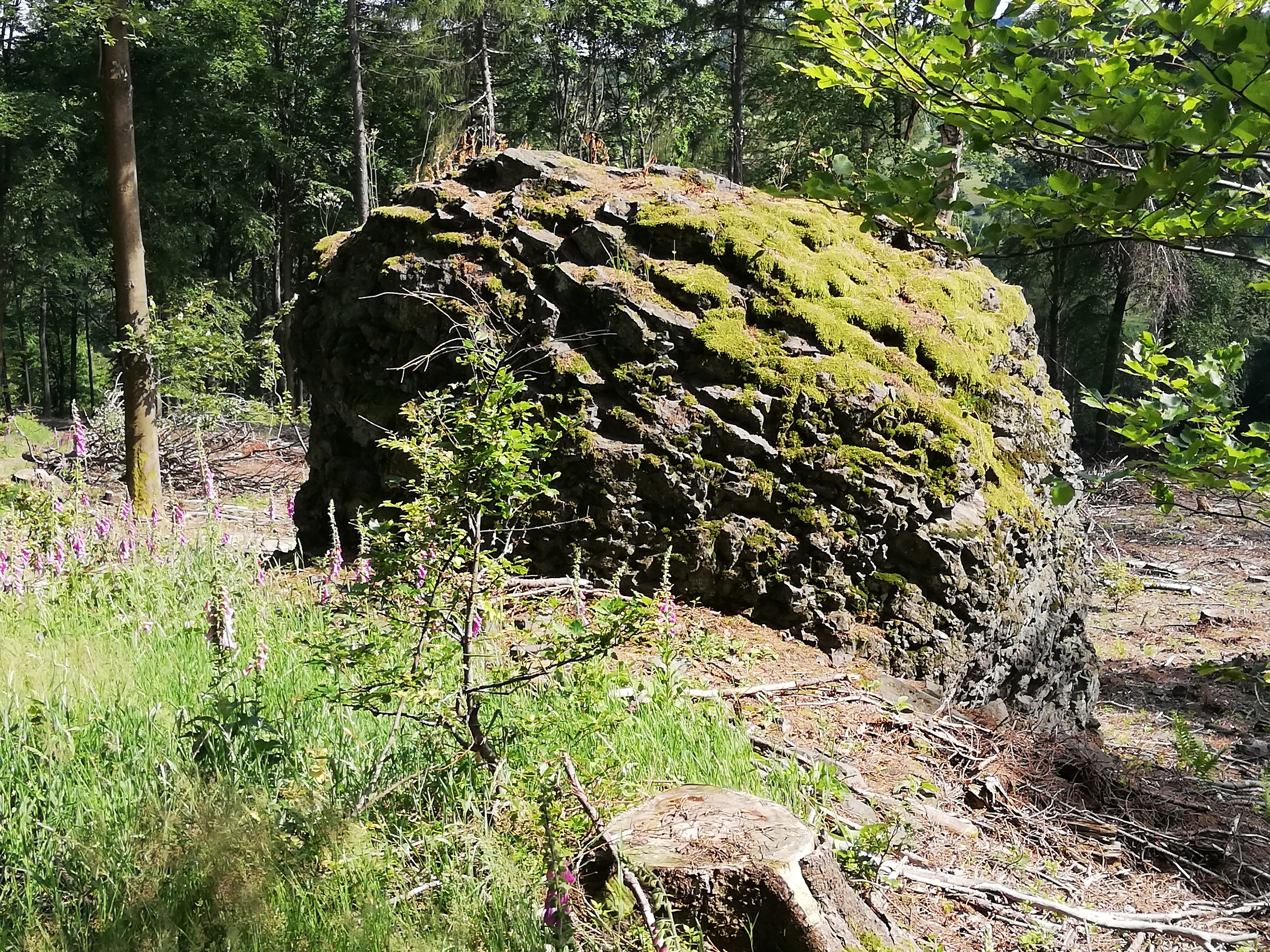
Skalní suk při cestě do sedla pod Šenovským vrchem
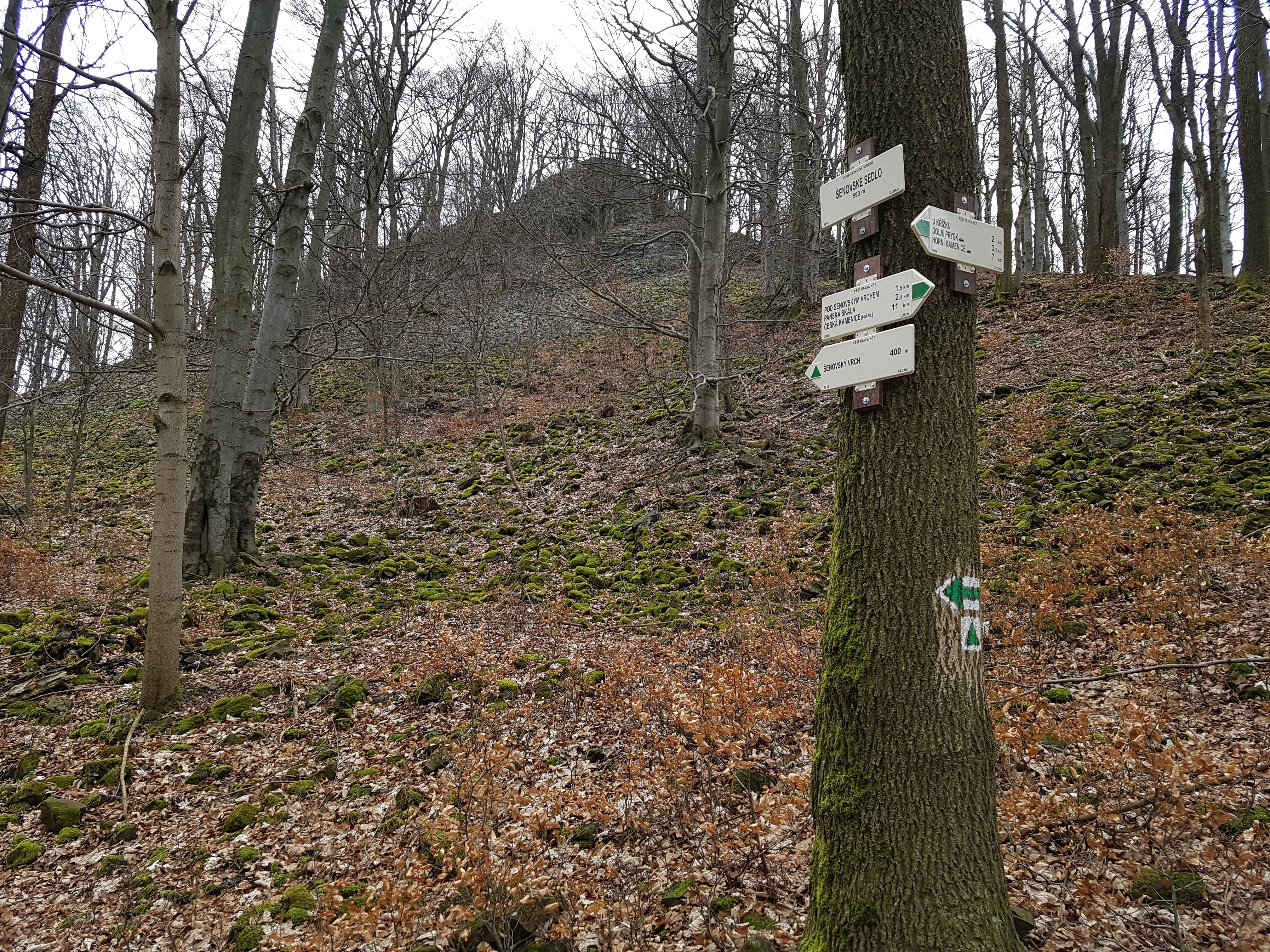
Ze sedla pod Šenovským vrchem
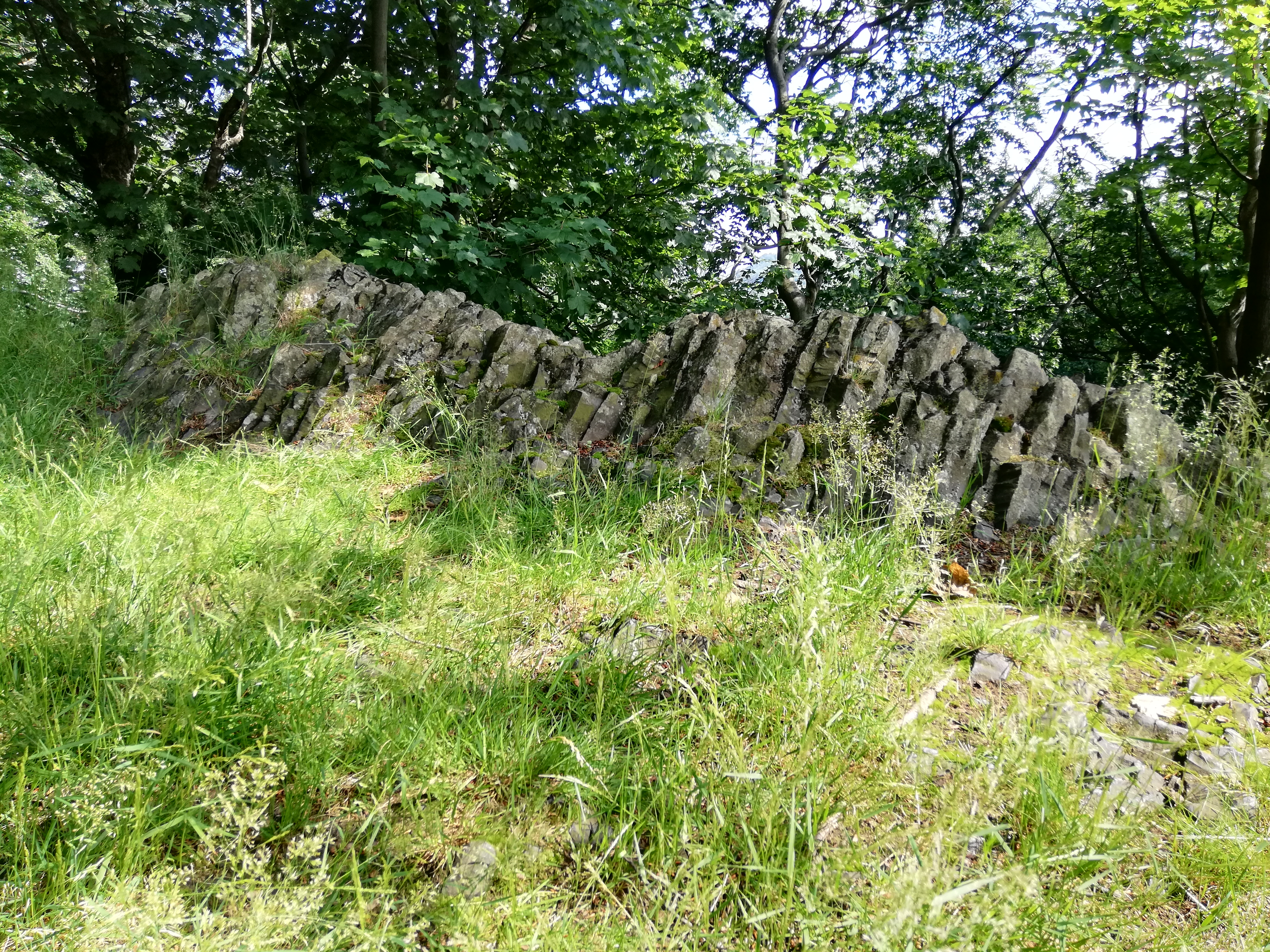
Vrcholová čedičová „řadová“ skalka zapuštěná do terénu
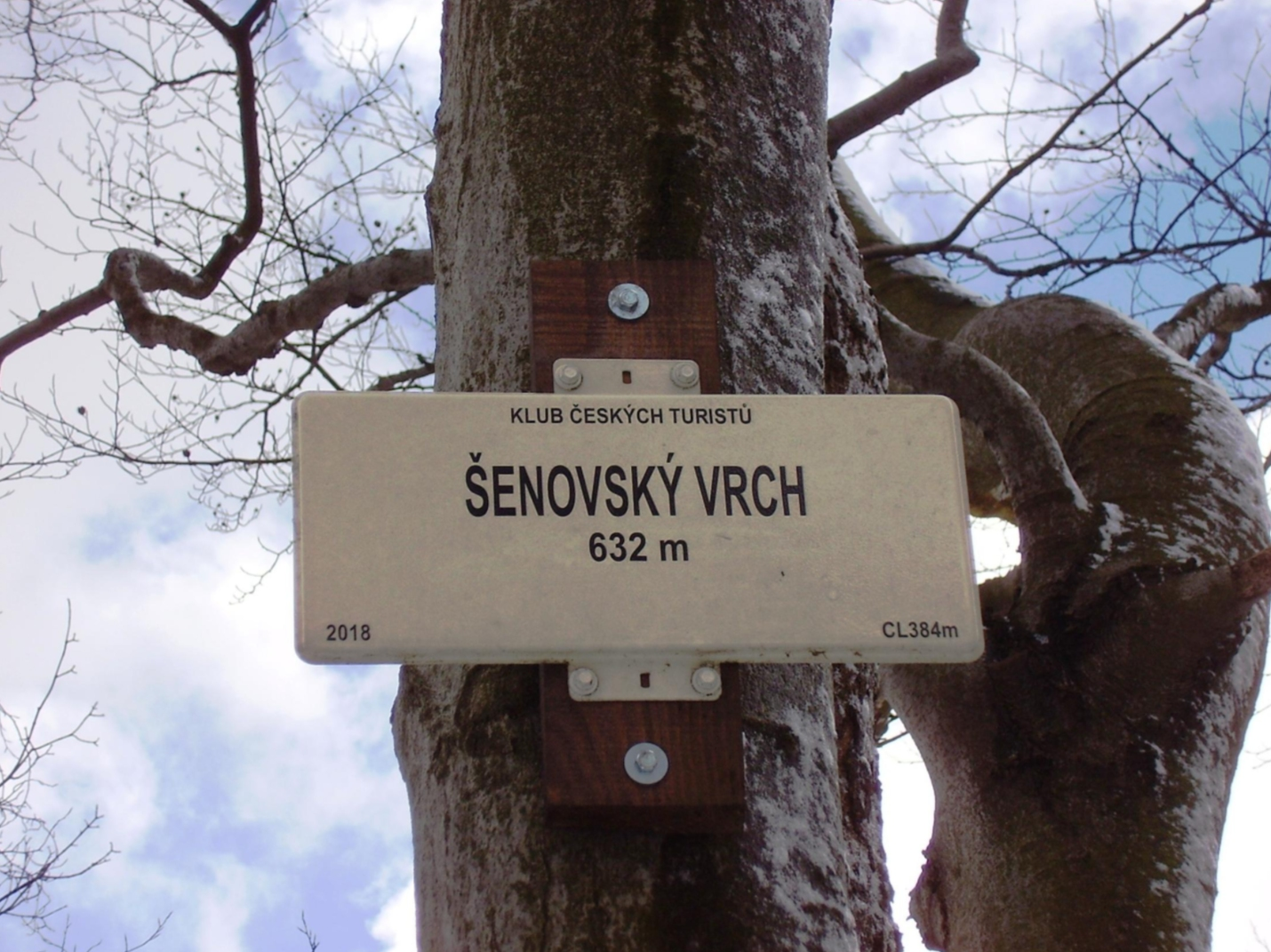
Tabulka s turistickým popisem na vrcholu